# Qingtongxia Shuiku
Qingtongxia Shuiku är en reservoar i Kina. Den ligger i den autonoma regionen Ningxia, i den nordvästra delen av landet, omkring 82 kilometer söder om regionhuvudstaden Yinchuan. Arean är 0,11 kvadratkilometer. Trakten runt Qingtongxia Shuiku består till största delen av jordbruksmark.
Genomsnittlig årsnederbörd är 431 millimeter. Den regnigaste månaden är juli, med i genomsnitt 84 mm nederbörd, och den torraste är december, med 1 mm nederbörd.